# Talking with the Taxman About Poetry
Talking with the Taxman About Poetry — третий студийный альбом английского фолк-рок музыканта Билли Брэгга, изданный 22 сентября 1986 года на лейблах Go! Discs, Elektra Records, Cooking Vinyl.
Альбом достиг 8-го места в британском хит-параде UK Albums Chart.

## История
Название альбома - это также название стихотворения «Разговор с фининспектором о поэзии» Владимира Маяковского, которое присутствует в примечаниях к альбому.
На обложке альбома Билли Брэгга Talking with the Taxman About Poetry есть подзаголовок «трудный третий альбом» («The Difficult Third Album»), и хотя это явно шутка, в ней есть доля правды: после двух EP и полноценного альбома, в которых редко присутствовали только голос и электрогитара Брэгга, на Talking with the Taxman он и продюсеры Джон Портер и Кенни Джонс попытались добавить немного полировки в суровый звук Брэгга, не потеряв при этом ни очарования его выступлений, ни силы его политических заявлений.

## Отзывы
| Оценки критиков               | Оценки критиков |
| Источник                      | Оценка          |
| ----------------------------- | --------------- |
| AllMusic                      | [ 4 ]           |
| Entertainment Weekly          | A               |
| Q                             | [ 6 ]           |
| Record Collector              | [ 7 ]           |
| Record Mirror                 | 5/5             |
| Rolling Stone                 | [ 9 ]           |
| The Rolling Stone Album Guide | [ 10 ]          |
| Smash Hits                    | 7+1⁄2/10        |
| Spin Alternative Record Guide | 8/10            |
| The Village Voice             | B+              |

Альбом получил положительные отзывы музыкальной критики и интернет-изданий.
Марк Деминг из AllMusic отметил, что «Хотя почти во всех треках Talking with the Taxman Брэгг играет вместе с другими музыкантами (среди них Джонни Марр и Кёрсти Макколл), аранжировки нарочито свободны, и в конечном итоге они делают песни более сладкими, не мешая домашним мелодиям и страстным текстам Брэгга. Альбом Talking with the Taxman About Poetry доказал, что Брэгг может направить свою музыку в новое русло и при этом сохранить те качества, которые делали его песни такими особенными; жаль, что его политическое чутье в то время было не таким острым, как музыкальное».
Рецензируя альбом Talking with the Taxman About Poetry для Rolling Stone, Дэвид Хандельман назвал его «выигрышной связкой, по очереди такой же политической, как The Clash, такой же умной, как Элвис Костелло, такой же мелодичной, как Рэй Дэвис, и такой же рокерской, как Чак Берри». Айра Роббинс из Trouser Press оценил его как «большой скачок вперед, ловкое применение сдержанного инструментального сопровождения к некоторым из лучших песен Брэгга».
Альбом Talking with the Taxman About Poetry был включен в книгу «1001 Albums You Must Hear Before You Die».

## Список композиций
Все треки написаны Билли Брэггом, кроме указанных.

### Disc one
1. «Greetings to the New Brunette» — 3:29
2. «Train Train» (Zenon De Fleur) — 2:11
3. «The Marriage» — 2:30
4. «Ideology» (Брэгг, Боб Дилан) — 3:27
5. «Levi Stubbs’ Tears» — 3:28
6. «Honey, I’m a Big Boy Now» — 4:05
7. «There Is Power in a Union» (Брэгг, George Frederick Root) — 2:47
8. «Help Save the Youth of America» — 2:45
9. «Wishing the Days Away» — 2:28
10. «The Passion» — 2:52
11. «The Warmest Room» — 3:55
12. «The Home Front» — 4:09

### Disc two (переиздание 2006 года)
1. «Sin City» (Gram Parsons, Chris Hillman) — 3:34
2. «Deportees» (Woody Guthrie, Martin Hoffman) — 4:03
3. «There is Power in a Union» (instrumental) (George Root) — 3:16
4. «The Tracks of My Tears» (Smokey Robinson, Warren Moore, Marvin Tarplin) — 2:56
5. «Wishing the Days Away» (alternate version) — 2:32
6. «The Clashing of Ideologies» (alternate version) — 2:52
7. «Greetings to the New Brunette» (demo version) — 3:57
8. «A Nurse’s Life is Full of Woe» — 2:48
9. «Only Bad Signs» — 3:10
10. «Hold the Fort» (traditional) — 1:47